# Thomas van Apshoven

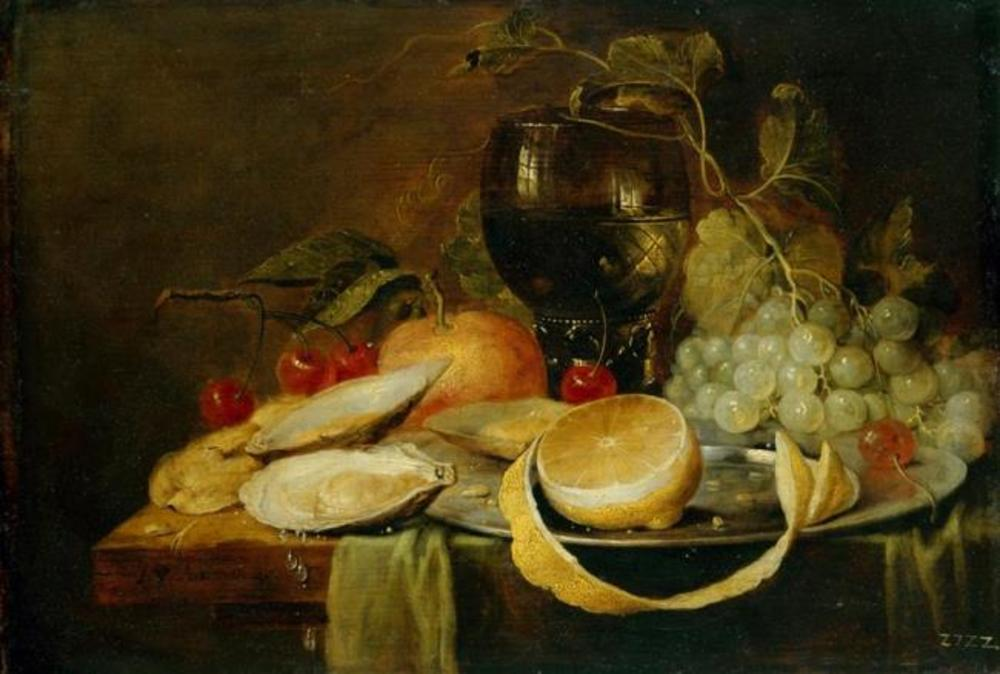
Ein Frühstück (1622–1665, Dresden, Staatliche Kunstsammlungen)

Thomas van Apshoven, auch Thomas van Abshoven, Thomas van Abtshoven oder Theodor van Apshoven (* vor dem 30. November 1622 in Antwerpen; † zwischen 18. September 1664 und Juli 1665 in Antwerpen) war ein flämischer Maler.
Thomas van Apshoven war ein Sohn von Ferdinand Apshoven d. Ä. und der ältere Bruder von Ferdinand Apshoven d. J. Ausgebildet wurde er von seinem Vater und mit großer Sicherheit von David Teniers d. J. Am 22. März 1645 heiratete er Barbara Janssens, mit der er vier Kinder hatte. Für die Jahre 1645/46 ist er als Weinmeister der Antwerpener Gilde dokumentiert. In den Jahren 1650 bis 1652 bildete er erst Hendrik van Voren und dann Hendrik van Erp zu Malern aus. Ebenfalls 1652 wird er als Fahnenträger der Bürgerwehr erwähnt. 1657 bekleidete er den Rang eines Hauptmanns.
Thomas van Apshoven hatte sich auf bäuerliche Interieurs und ländliche Szenerien in der Art David Teniers’ d. J. spezialisiert, von dessen Bildern er oft Elemente für seine eigenen Werke übernahm und zu neuen Kompositionen verband. Dies führt noch heute häufig dazu, dass seine Werke oft mit denen seines Lehrers verwechselt werden, obwohl er dessen Qualität nicht erreichte. Daneben malte er auch eine Reihe von Stillleben.

## Ausgewählte Werke
- Berlin, Gemäldegalerie
  - Landschaft mit Bauernhaus an einem Fluss
- Bremen, Kunsthalle
  - Die Wachstube
- Darmstadt, Hessisches Landesmuseum
  - Landschaft mit tanzenden Bauern
- Dresden, Gemäldegalerie Alte Meister
  - Ein Frühstück
- Glasgow, Art Gallery
  - Landschaft mit figürlicher Staffage (1656)
- Kassel, Gemäldegalerie Alte Meister
  - Tanzende und sich vergnügende Bauern auf der Dorfstraße (um 1665–1668)
- Wien, Kunsthistorisches Museum
  - Bauernwirtschaft